# Thomas Dean (Informatiker)

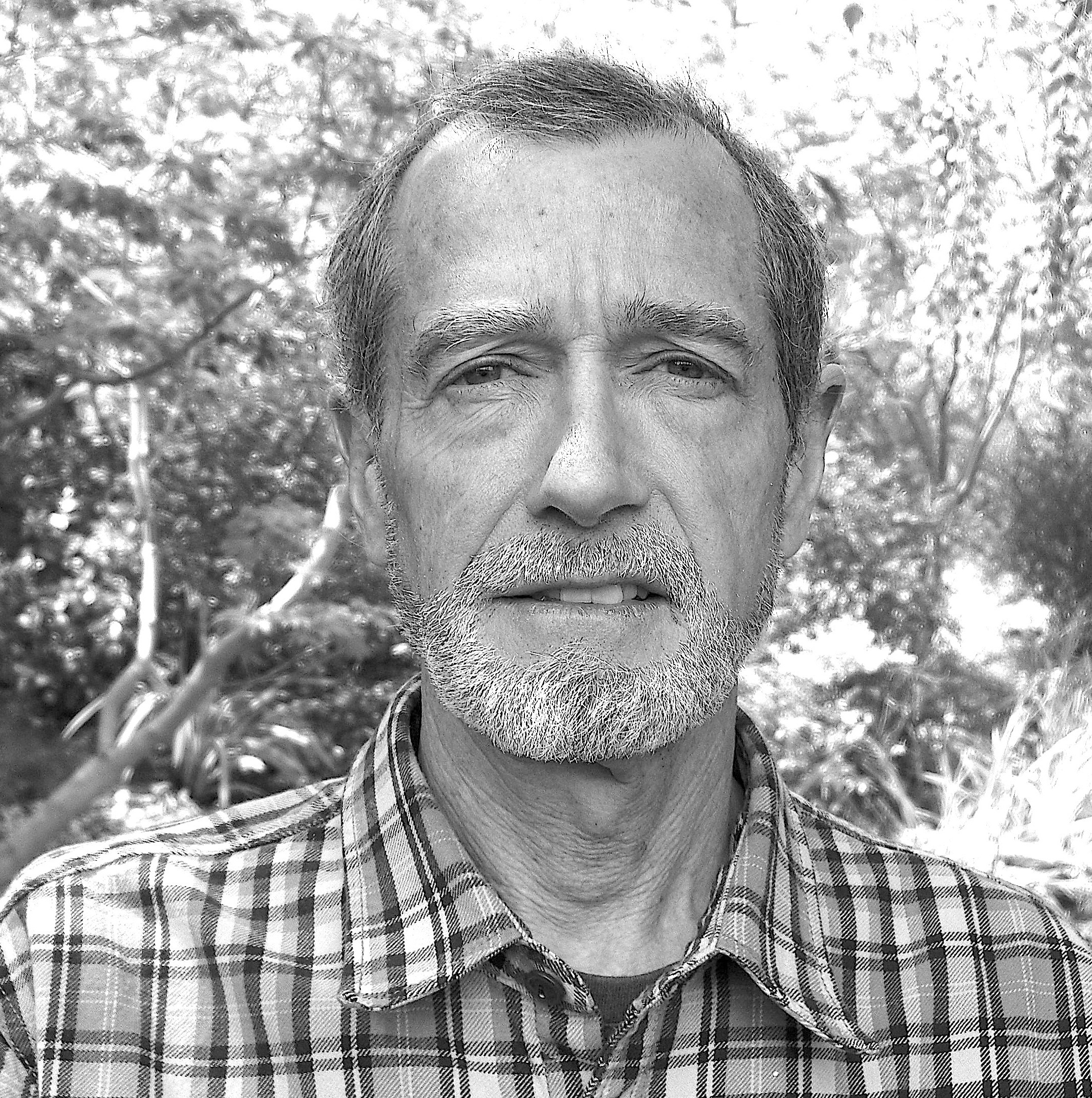
Tom Dean (2012)

Thomas L. „Tom“ Dean (* 1950) ist ein US-amerikanischer Informatiker.
Dean studierte Mathematik (und Philosophie) am Virginia Polytechnic Institute mit dem Bachelor-Abschluss summa cum laude 1982 und Informatik an der Yale University mit dem Master-Abschluss 1984 und der Promotion 1986. Er war ab 1986 Assistant Professor, ab 1990 Associate Professor und ab 1993 Professor für Informatik (sowie Linguistik und Kognitionswissenschaft) an der Brown University, an der er von 2003 bis 2005 Deputy Provost war und von 1997 bis 2002 der Informatik-Fakultät vorstand. Ab 2006 forscht er bei Google in Mountain View. Außerdem ist er Adjunct Professor an der Brown University und Consulting Professor in Stanford.
Er befasst sich mit Künstlicher Intelligenz, Maschinenlernen, Robotik, automatisiertem Planen und Kontrolle, algorithmischer Biologie, neuronaler Modellierung (neuronalen Netzen) und deren Anwendung im Computersehen, probabilistischer Interferenz. 
Er ist Fellow der Association for the Advancement of Artificial Intelligence (AAAI), der Association for Computing Machinery und der American Association for the Advancement of Science. 1989 erhielt er einen Presidential Young Investigator Award der National Science Foundation. Er war im Board of Trustees der IJCAI und war Programmleiter der 16. IJCAI 1999 in Stockholm.
Er arbeitete auch vor seinem Studium in der Baubranche (Architekt, Bauunternehmer) als Bildhauer und als Möbeltischler.

## Schriften (Auswahl)
- mit Michael Wellman: Planing and Control, Morgan Kaufmann 1991
- mit James F. Allen, John Aloimonos: Artificial Intelligence: Theory and Practice, Benjamin Cummings 1995
- Talking with computers. Explorations in the science and technology of computing, Cambridge UP 2004
- mit Daniel Cox: Neural networks and neuroscience-inspired computer vision. Current Biology, Band 24, 2014, 921–929